# Regne de Macedònia
El Regne de Macedònia (grec: Μακεδονία) fou un regne hel·lènic que va existir des d'una època desconeguda fins a la conquesta romana del 168 aC. Del regne va sorgir el primer gran imperi europeu amb Alexandre el Gran.

## Història

### Dinastia heracliada

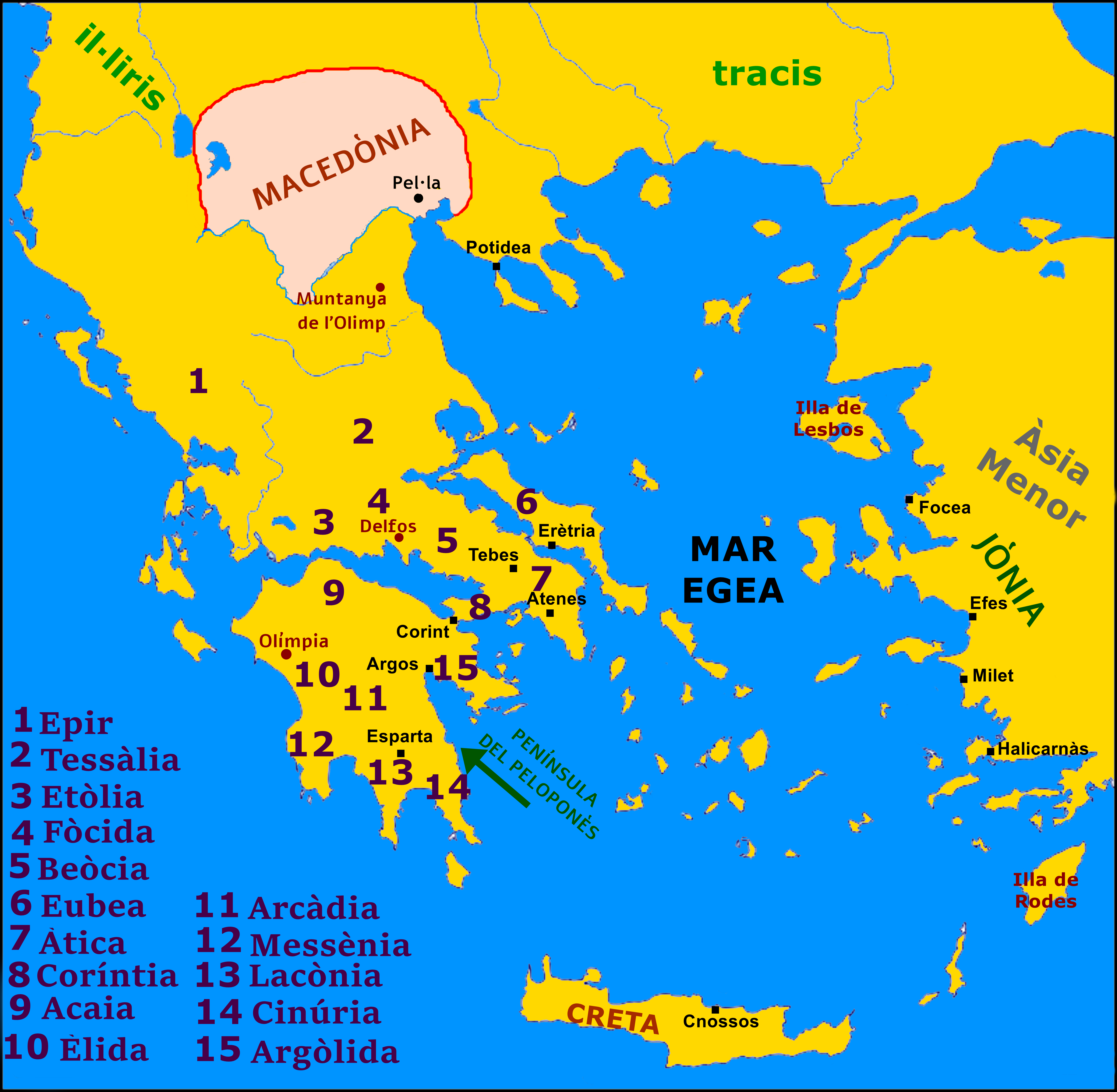
Regne de Macedònia i territoris grecs

A Edessa va sorgir, en època incerta, una dinastia reial que es considerava heracleida i deia ser descendent dels temènides d'Argos, iniciada segons una llegenda per Caranos i segons una altra per Perdicas (Heròdot dona aquesta darrera). Els primers reis (Perdicas I, Argeu I, Filip I, Aerop i Alcetes) són absolutament llegendaris i es comença a entrar en la història amb el regne d'Amintes I i el seu fill Alexandre I, amb residència a Lebaea.
Alexandre I fou aliat persa en la guerra contra Atenes. En aquest temps es van perdre costums que eren considerats bàrbars (i que tenien també els tracis i il·liris), com ara tatuar-se, o el fet d'haver de matar un enemic per no ser desgraciat. Tot i així, la disposició militar, el valor i l'esperit lliure es van conservar.
En temps de Filip I es va organitzar la falange amb la cavalleria de Macedònia, que fou admirada pels grecs. Es va convertir en costum que el rei no podia condemnar a ningú sense haver escoltat primer el poble o l'exèrcit.
Perdicas II va estendre els dominis macedonis a conseqüència de la caiguda del poder persa a Tràcia i va arribar a l'Estrímon. L'antiga aliança amb Atenes es va convertir en enemistat.
A Perdicas el va succeir Arquelau I, que va fundar nombroses fortaleses, va crear un exèrcit i fins i tot un embrió de marina, i va afavorir a poetes com Eurípides (que va actuar a la seva cort decorada amb pintures de Zeuxis d'Heraclea). Arquelau va morir de mort violenta i dels seus successors se'n sap poc menys que el nom (Orestes, Arquelau II, Amintes II, Pausànies, Amintes III, Argeu, i altre cop Amintes III).
Orestes, fill d'Arquelau, era molt jove quan va arribar al tron sota la custòdia d'Aerop, que al cap de quatre anys va assolir el poder sota dos reis de conveniència; al cap de dos anys fou proclamat Pausànies, que va regnar menys d'un any i fou assassinat. Va ser substituït per Amintes III, al qual finalment Argeu va deposar i va usurpar el tron, però fou recuperat per Amintes. Tot això va provocar la pèrdua de poder del regne, que va haver de cedir tota la zona del golf Thermaic a Olint. Amintes III va haver de pagar tribut a Jàson, tagos de Tessàlia.

### Filip II i Alexandre

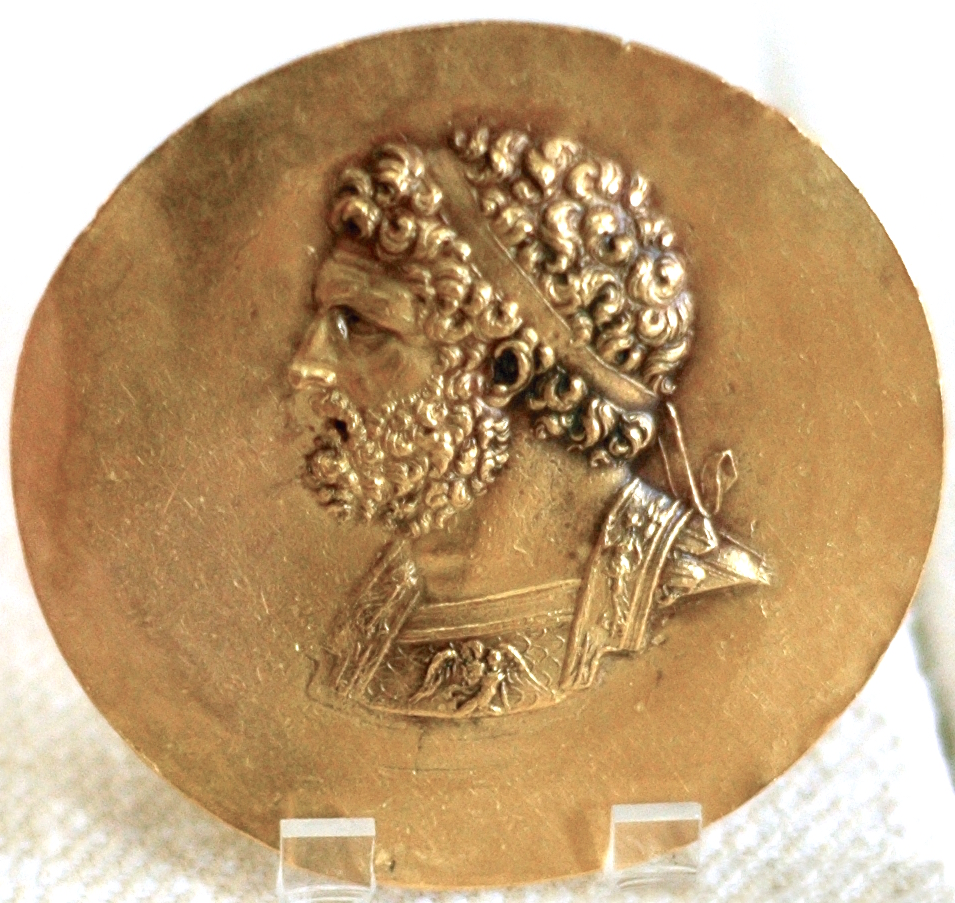
Medalla commemorativa amb l'efígie de Felip II de Macedònia.

Jàson i Amintes van morir amb poc temps de diferència, i a Macedònia fou proclamat Alexandre, jove fill d'Amintes III, que fou assassinat al cap de dos anys. La vídua, Eurídice, va ser expulsada junt amb els seus fills Perdicas i Filip (aquest darrer encara un nen). Ptolemeu Alorita va usurpar el tron, però es va revoltar un príncep reial, Pausànies, i finalment el va expulsar amb l'ajut d'Ifícrates d'Atenes, però només va restar com a regent en nom de Perdicas III, retornant així la corona a la branca original.
Filip (Filip II), amb 24 anys, va succeir son germà Perdicas, mort en combat amb els il·liris, i va establir la grandesa de Macedònia. La història de Macedònia en aquests anys és la del seu regnat.
Al final del seu govern quant va morir assassinat, el regne s'estenia cap a Tràcia fins a Perint, i tota la costa grega li pertanyia; tenia posicions a la Propòntida, a la mar Jònica, a Ambràcia, a Messènia i al golf Sarònic. Llavors va seguir el seu fill Alexandre el Gran, que va conquerir l'Imperi Persa.

### Època dels diàdocs i epígons
A la mort d'Alexandre, el seu fill Filip III Arrideu fou proclamat rei sota el regent Antípater. Mort aquest, la regència va passar a Polipercó, i després a alguns altres com el general Arrideu (l'encarregat dels funerals d'Alexandre).
Filip Arrideu i la reina Eurídice foren assassinats el 317 aC per Olímpia, la mare d'Alexandre, i la reina va assolir la regència amb Alexandre IV Egos com a rei nominal, regència de la que fou privada per Cassandre, fill d'Antípater, que el 310 aC va assolir tot el poder com a virtual cap d'estat i va matar Alexandre Egos i Olímpies, i el 306 aC va prendre el títol reial, tot i que a les possessions d'Àsia Menor Antígon (Antígon I de Macedònia) va fer el mateix com a rei nominal de Macedònia.
A la mort de Cassandre, els seus fills Filip IV, Alexandre V i Antípater I van ocupar successivament el tron, però el primer en fou apartat per malaltia, el segon fou assassinat per Demetri Poliorcetes, i Antípater, que va fugir a Tràcia, fou assassinat pel rei d'aquest país, Lisímac.
La línia de Cassandre es va extingir i la corona la van disputar Lisímac de Tràcia, Pirros de l'Epir i Demetri Poliorcetes, fill d'Antígon, que dominava Atenes i Tessàlia. Demetri fou el primer que la va aconseguir però en fou expulsat al cap de pocs anys per Pirros; aquest al seu torn en fou privat per Lisímac; el rei de Tràcia va fer matar el seu fill i hereu i això va portar a la guerra amb Seleuc I Nicàtor, que el va derrotar a Curopèdion i va ocupar Macedònia, on fou reconegut rei, només per ser assassinat al cap d'unes setmanes per Ptolemeu Ceraune, encara que una part del país amb la ciutat de Cassandria va seguir la seva vídua Arsinoe (futura Arsinoe II d'Egipte) amb el seu fill Ptolemeu de Tràcia. Ceraune es va imposar per la traïció, i Ptolemeu, tot i el suport del reietó de Dardània, no va aconseguir res; al cap de dos anys Ceraune va morir en lluita contra els gàlates, i el seu germà Meleagre es va proclamar rei.

### Antigònides
Els breus regnats d'Antípater II Etèsies i de Sostenes, cap de l'exèrcit, van donar finalment pas a Antígon II Gònates, fill de Demetri Poliorcetes, que va instaurar la dinastia dels antigònides. En aquestos anys els gàlates es van fer amos de part de Tràcia i de l'Alta Macedònia, però la situació ja estava en vies de solució quan Gònates va arribar al tron i es va poder dedicar a resoldre els afers de Grècia on s'havien format dues lligues: la Lliga Etòlia i la Lliga Aquea, que desafiaven l'hegemonia de Macedònia. Pirros de l'Epir va governar dos anys Macedònia però Gònates va aconseguir tornar.
Gònates es va aliar als etolis contra els aqueus. Va morir el 239 aC amb 80 anys, i el va succeir el seu fill Demetri II, que va fer la guerra als etolis aliat ara a la Lliga Aquea, i va afavorir els tirans de les ciutats.
El va seguir el seu nebot Antígon III Dosó. La Lliga Aquea es va enfrontar amb Esparta, que havia estat teatre d'una revolució i Dosó fou l'aliat dels aqueus.

### Guerra amb Roma

Regne de Macedònia sota el regnat de Filip V.

El seu fill Filip V de Macedònia va arribar jove al tron i era molt popular. El 200 aC va entrar en guerra contra Roma (200-197 aC). Tit Quinti Flaminí I, amb l'oferta de llibertat per les ciutats gregues, va derrotar Filip i els seus aliats en la batalla de Cinoscèfal i va imposar l'hegemonia romana. La llibertat de Grècia fou proclamada als Jocs Ístmics, però en realitat el que es va fer fou un traspàs de l'hegemonia de Macedònia a Roma.
Al segon enfrontament amb el seu fill Perseu es va acabar amb la victòria de Pidna el 22 de juny del 168 aC que va decidir la sort de Macedònia i va establir la sobirania romana.

## Exèrcit

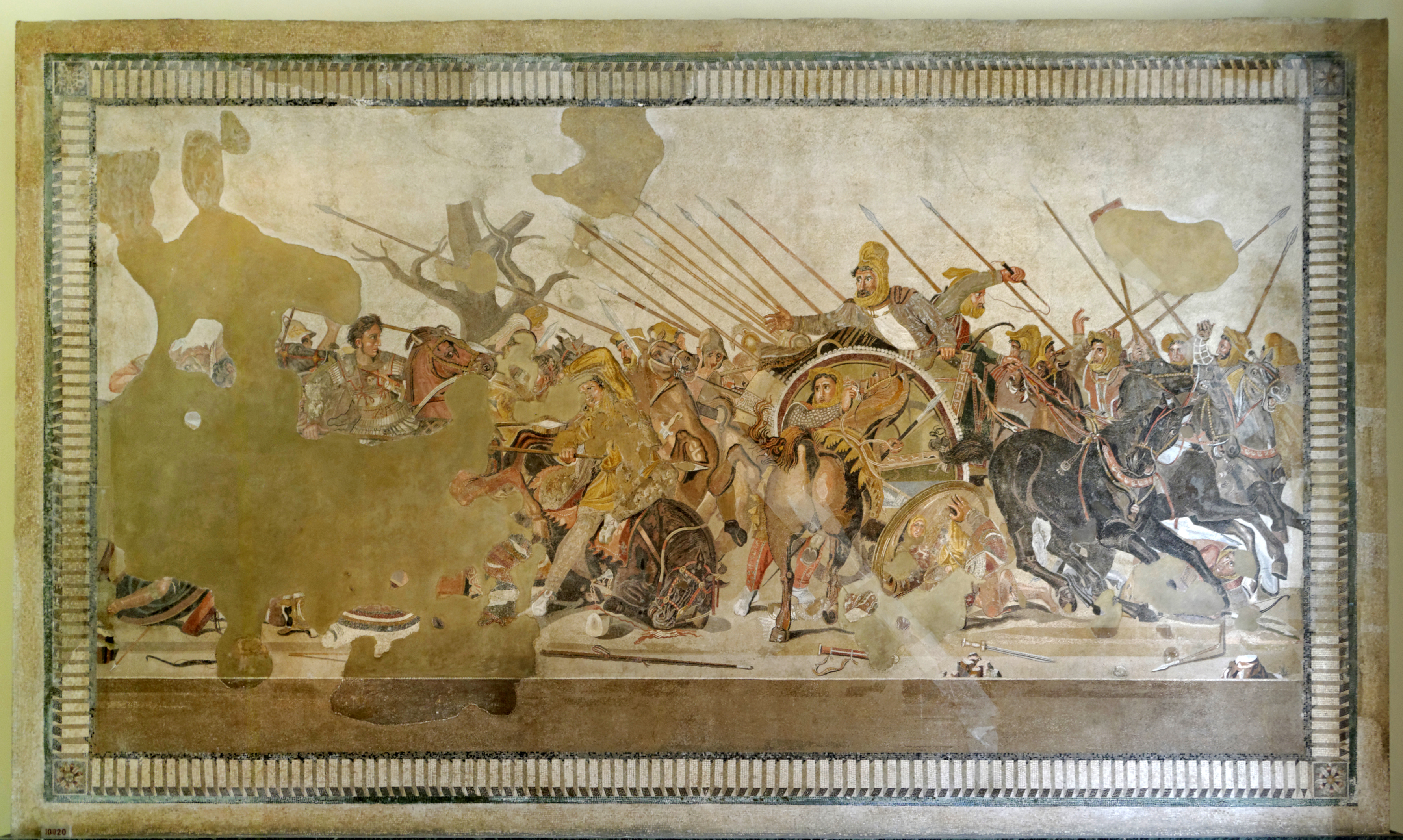
Batalla d'Issos representada en un mosaic de la Casa del Faune de Pompeia, exposada en el Museu Arqueològic de Nàpols.

L'exèrcit macedoni del regne de Macedònia és considerat com un dels millors exèrcits de lleva de l'antiguitat. Instrument de la conquesta de l'antiga Grècia, en el regnat de Filip II de Macedònia, després de l'Orient en el regnat d'Alexandre Magne, és el model sobre el qual es van formar els exèrcits dels regnes hel·lenístics, sobretot els dels selèucides i làgides, als segles iii i II aC. La seva dominació va acabar amb la conquesta romana, que va demostrar la superioritat de la legió sobre la falange macedònia en la batalla de Pidna el 168 aC, finalitzant la Tercera Guerra Macedònica.
Les innovacions militars, tant en les armes com en les tàctiques, dutes a terme per Filip II van forjar l'exèrcit que va conquerir un imperi. Va convertir la guerra i el combat en un estil de vida pels macedonis, els qui fins llavors havien considerat l'exèrcit com una ocupació a temps parcial per exercir-la fora de la temporada agrícola. En introduir l'exèrcit com una ocupació a temps complet, Filip va poder entrenar als seus homes amb regularitat, cimentant la unitat i la cohesió. Aquest va crear una de les millors màquines militars que Àsia o Grècia havien vist mai, gràcies a la suma de temps i esforç invertit tant en maniobres com en innovacions militars.
Les innovacions tàctiques incloïen un ús més eficaç de la tradicional falange grega, com dels atacs coordinats, en primer lloc, la combinació d'armes i les tàctiques militars entre les seves unitats d'infanteria de la falange, cavalleria, arquers i armes de setge. Les armes introduïdes eren la sarissa, un tipus de pica llarga de pes equilibrat, que va aportar molts avantatges, ofensius i defensius, per a la infanteria macedònia en particular, i per a l'exèrcit combinat en general.
Els exèrcits creats per Filip comprenien una amalgama de diferents forces. Macedonis i altres grecs (especialment de Tessàlia), així com una àmplia gamma de mercenaris de l'altre costat del mar Egeu. Després del 338 aC, molts dels nous reclutes de Filip per a la seva planejada invasió de Pèrsia van venir des de totes les parts del món grec i dels Balcans, encara que la major part de l'exèrcit el constituïen els macedonis.

## La monarquia hel·lenística
La monarquia hel·lenística era personal, la qual cosa significava que podia arribar a ser sobirà qualsevol que, per mitjà de la seva conducta, els seus mèrits o les seves accions militars, pogués aspirar al títol de basileus. En conseqüència, la victòria militar era, la majoria de les vegades, l'acte que legitimava l'accés al tron, permetent així regnar sobre una província o un estat. Seleuc I va utilitzar l'ocupació de Babilònia el 312 aC per legitimar la seva presència a Mesopotàmia, o la seva victòria el 281 aC sobre Lisímac per justificar les seves reivindicacions sobre el Bòsfor i Tràcia. Així mateix, els reis de Bitínia van treure profit de la victòria el 277 aC de Nicomedes I sobre els gàlates per afirmar les seves pretensions territorials.
Aquesta monarquia personal no tenia regles de successió precises, per la qual cosa eren freqüents querelles incessants i assassinats entre els molts aspirants. Tampoc existien lleis fonamentals ni textos per determinar els poders del sobirà, sinó que era el mateix sobirà qui determinava l'abast del seu poder. Aquest caràcter absolut i personal era, alhora, la força i la debilitat d'aquestes monarquies hel·lenístiques, en funció de les característiques i la personalitat del sobirà. Per tant, va ser necessari crear ideologies que justifiquessin la dominació de les dinasties d'origen macedoni i de cultura grega sobre els pobles totalment ignorants d'aquesta civilització. La dinastia Ptolemaica va passar, d'aquesta manera, a ser de faraons davant els egipcis i tenien dret a aliar-se amb el clergat autòcton, atorgant esplèndides donacions als temples.
Pel que fa als pobles d'origen grec i macedònic que també governaven, els sobirans hel·lenístics havien de mostrar la imatge d'un rei just, que assegurés la pau i el benestar dels seus pobles, existint així la noció d'evergetes, el rei com a benefactor dels seus súbdits. Una de les conseqüències, esdevinguda ja en el regnat d'Alexandre el Gran, va ser la divinització del sobirà, a qui rendien honors els súbdits i les ciutats autònomes o independents que havien estat afavorides pel rei, fet que va permetre reforçar la cohesió de cada regne en entorn de la dinastia regnant.
La fragilitat del poder dels sobirans hel·lenístics els obligava a una incessant activitat. En primer lloc calia vèncer militarment als seus adversaris, de manera que el període es va caracteritzar per una sèrie de conflictes entre els mateixos sobirans hel·lenístics o contra altres adversaris exteriors, com els parts o la incipient Antiga Roma. Els sobirans es veien obligats a viatjar constantment per tal d'instal·lar guarnicions, alhora que s'erigien ciutats que controlessin millor les divisions administratives dels seus regnes. Antíoc III va ser el monarca hel·lenístic que més va viatjar entre Grècia, Síria, Egipte, Mesopotàmia, Pèrsia i les fronteres de l'Índia i Àsia Menor, abans de morir prop de la ciutat de Susa el 187 aC. Per tal de mantenir les seves armades i finançar la construcció de les ciutats, va ser indispensable que els sobirans desenvolupessin una sòlida administració i fiscalitat. Els regnes hel·lenístics es van convertir així en gegantines estructures d'explotació fiscal, erigint-se en hereus directes de l'Imperi Aquemènida. Aquest treball esgotador, al qual s'unien les incessants queixes i recriminacions (ja que el rei era també jutge per als seus súbdits) van fer exclamar a Seleuc I:
| «                                                                  | Si la gent sabessin quant treball comporta escriure i llegir totes les cartes, ningú voldria ocupar una diadema, encara que s'arrossegués per terra. | » |
| — Plutarc, Moralia, «Si la política és la tasca dels ancians », II | |   |

Al voltant d'aquests sobirans gravitava una cort en la qual la comesa dels favorits es va tornar gradualment preponderant. Per regla general, eren els grecs i els macedonis els que gairebé sempre van ocupar el títol d'amics del rei (philoi). El desig d'Alexandre el Gran d'associar les elits asiàtiques al poder va ser abandonat, i per això aquesta dominació política grecomacedònica va adquirir, en molts aspectes, l'aparença d'una dominació colonial. Per aconseguir uns col·laboradors fidels i eficaços, el rei havia d'enriquir-los amb donacions i dominis pertanyents al domini real, la qual cosa no va impedir que alguns marcadors mantinguessin una dubtosa fidelitat, i de vegades, especialment en cas d'una minoria d'edat real, exercir efectivament el poder. Són els casos d'Hermies, del qual Antíoc III no va poder desfer-se fàcilment, o Sosibi a Egipte, a qui Polibi va atribuir una reputació sinistra.
Aquests reis disposaven d'un poder absolut, però estaven sotmesos a múltiples obligacions, com assegurar les seves fronteres, vèncer als seus enemics i posar a prova la seva naturalesa reial per mitjà del seu comportament, legitimant la seva funció per la divinització de la seva persona. En l'època clàssica, el model de la monarquia, rebutjada pels filòsofs grecs, era asiàtic, en l'època hel·lenística era grec.

### Culte al rei
La monarquia hel·lenística es va recolzar en una aristocràcia creada pel mateix rei i va desenvolupar un caràcter especialment cosmopolita, molt lluny de l'anterior noblesa pairal. D'ara endavant el rei no seria triat lliurement pels seus ciutadans. Els reis hel·lenístics i els seus nobles van ser triats pel mateix rei, però per dur a terme amb èxit i davant el poble tal sistema, van insistir en la idea de la divinitat, és a dir, el rei tenia dret a governar i a seleccionar la noblesa perquè el seu poder l'havia obtingut a través del seu llinatge diví i perquè ell mateix era en certa manera un déu. El pas següent va ser iniciar el culte al rei.
Aquest sistema de divinització va ser més polític que religiós i tenia els seus antecedents en el pensament grec anterior amb exemples de veneració a herois i altres personatges mortals que es van convertir en deïtats després de la seva mort, com és l'exemple d'Asclepi i altres figures menors que havien estat caps militars o fundadors de ciutats. La deïficació en vida dels reis hel·lenístics mai o gairebé mai no va ser un assumpte purament religiós o espiritual; ningú va anar a pregar o a demanar gràcies especials a cap d'aquests personatges. No obstant això, va ser necessari establir el poder polític en éssers considerats pels seus súbdits com a déus.
El culte al rei havia començat ja en la figura d'Alexandre el Gran que va ser reconegut com un mortal realitzador de grans gestes i descendent d'Hèracles, confirmat en l'oracle de Siwa com a fill del mateix Zeus - Amon. La deïficació d'Alexandre en vida li va servir en moltes ocasions com aprovació i reconeixement legal del seu poder reial. El mateix Alexandre es prenia la seva deïficació com una cosa molt seriosa. Després de la seva mort moltes de les ciutats hel·lenístiques van seguir aquest procés, deïficant alguns dels seus diàdocs, com va passar amb Demetri Poliorcetes, Antígon II Gònates, Lisímac de Tràcia, Cassandre, Seleuc I Nicàtor i Ptolemeu I.

#### Deïficació dels ptolomeus
Ptolemeu I mai no va demanar honors divins però el seu fill Ptolemeu II va organitzar la cerimònia de l'apoteosi pel pare i la mare Berenice I, amb el títol de déus salvadors (Soter). Més tard, cap a l'any 270, Ptolemeu II i la seva dona Arsinoe I van ser deïficats en vida amb el títol de déus germans (Filadelf). Se sap que se'ls va rendir culte en el santuari d'Alexandre el Gran que encara existia, on el seu diàdoc Ptolemeu I havia dipositat el cos. (En l'actualitat és un misteri el parador d'aquest santuari).
Els reis i reines successors de Ptolemeu II van ser deïficats immediatament després del seu ascens al tron, amb cerimònies d'apoteosi en què podia veure la influència de la religió i tradició egípcies. En l'Egipte hel·lenístic el culte al rei va ser una fusió entre les tradicions gregues per a la deïficació política i les tradicions egípcies, amb una gran càrrega religiosa.

#### Gots de la reina
Són unes gerres de ceràmica vidriada, fabricades en sèrie, que s'utilitzaven en les festes que es feien per al culte dels reis. S'aixecaven altars provisionals on es feien les ofrenes. Les libacions de vi es dipositaven en aquestes gerres especials que solien estar decorades amb el retrat de la reina que ocupava el tron en aquest moment. En l'entorn artístic es diuen gots de la reina perquè sempre ve representada la reina, amb una cornucòpia a la mà esquerra i un plat de libacions a la dreta, amb un altar i un pilar sagrat. Els relleus descrits anaven acompanyats amb inscripcions que servien per identificar la reina representada. Algunes d'aquestes gerres o gots han aparegut en diferents tombes. Aquests exemplars es poden datar des de Ptolemeu II fins a l'any 116 aC El vestit de les reines és fonamentalment grec: porten un xitó sense mànigues i un himation enrotllat al voltant de la cintura i recollit sobre el braç esquerre.

### Deïficació dels selèucides
A la mort de Seleuc I el seu fill Antíoc I Sòter va preparar la cerimònia per a la seva apoteosi. Més tard es va fundar un sacerdoci especialitzat per al culte del monarca viu i dels seus avantpassats. Els reis de Pèrgam van dir ser descendents del déu Dionís. Aquests reis eren venerats en vida però només després de la seva mort rebien el títol de theos. Antíoc III en el 193 a C. va crear una comunitat de sacerdotesses que serien les encarregades del culte a la seva dona Laodice. Una de les normes dictades per aquest rei per a aquestes sacerdotesses va ser que en la seva indumentària havien de portar una corona d'or decorada amb retrats de la reina.

## Llista de reis
- Kisseos
- Caranos
- Cenos
- Turimes o Turimmes
- Perdicas I vers 700 aC-678 aC
- Argeu I 678 aC-640 aC
- Filip I 640 aC-602 aC
- Aerop I 602 aC-576 aC
- Alcetes 576 aC-547 aC
- Amintes I 547 aC-498 aC
- Alexandre I 498 aC-454 aC
- Perdicas II 454 aC-413 aC
- Arquelau I 413 aC-399 aC
- Orestes i Aerop II 399 aC-396 aC
- Arquelau II 396 aC-393 aC
- Amintes II 393 aC
- Aerop II 393 aC
- Pausànies 393 aC
- Amintes III 393 aC
- Argeu II 393 aC-392 aC
- Amintes III (segona vegada) 392 aC-370 aC
- Alexandre II 370 aC-368 aC
- Ptolemeu I Alorita 368 aC-365 aC
- Perdicas III 365 aC-vers 360 aC
- Amintes IV 360 aC-359 aC
- Filip II 359 aC-336 aC (360-359 aC regent)
- Alexandre III el gran 336 aC-323 aC
  - Antípater, regent 336 aC-323 aC
- Filip III Arrideu 323 aC-317 aC
- Alexandre IV 323 aC-310 aC
- Hèrcules 310 aC-309 aC
  - Perdicas d'Orèstia, regent 323 aC-321 aC
  - Antípater, regent 321 aC-319 aC
  - Polipercó, 319 aC-316 aC
  - Olímpia (reina), 316 aC
- Cassandre, regent 316 aC-310 aC, cap d'estat 310 aC a 306 aC, rei 306 aC-297 aC
- Antígon I 306 aC-301 aC
- Filip IV 297 aC-296 aC
- Alexandre V 296 aC-294 aC
- Antípater I 296 aC-294 aC
- Demetri I Poliorcetes 294 aC-288 aC
- Pirros de l'Epir, 288 aC-285 aC
- Lisímac de Tràcia 285 aC-281 aC
- Seleuc I Nicàtor 281 aC
- Ptolemeu Ceraune (rei de Tràcia 281-273 aC) 281 aC-279 aC
- Arsinoe (reina) 281 aC
- Meleagre 279 aC
- Antípater II Etesies 279 aC
- Sostenes (titulat comandant de l'exèrcit) 279 aC -277 aC
- Antígon II Gònates 277 aC-274 aC
- Pirros de l'Epir (rei de l'Epir 307-302 aC i 297-272 aC) (segona vegada) 274 aC-272 aC
- Antígon II Gònates (segona vegada) 272 aC-239 aC
- Demetri II 239 aC-229 aC
- Antígon III Dosó 229 aC-221 aC
- Filip V 221 aC-179 aC
- Perseu 179 aC-168 aC
- a Roma 168 aC-149 aC
- Filip VI de Macedònia (Andriscos) 149 aC-148 aC quan passà a la República Romana i posteriorment a l'Imperi Romà (148 aC-395 dC) i més tard l'Imperi Romà d'Orient o Bizanci (395-988)